# عريضة AllTrials

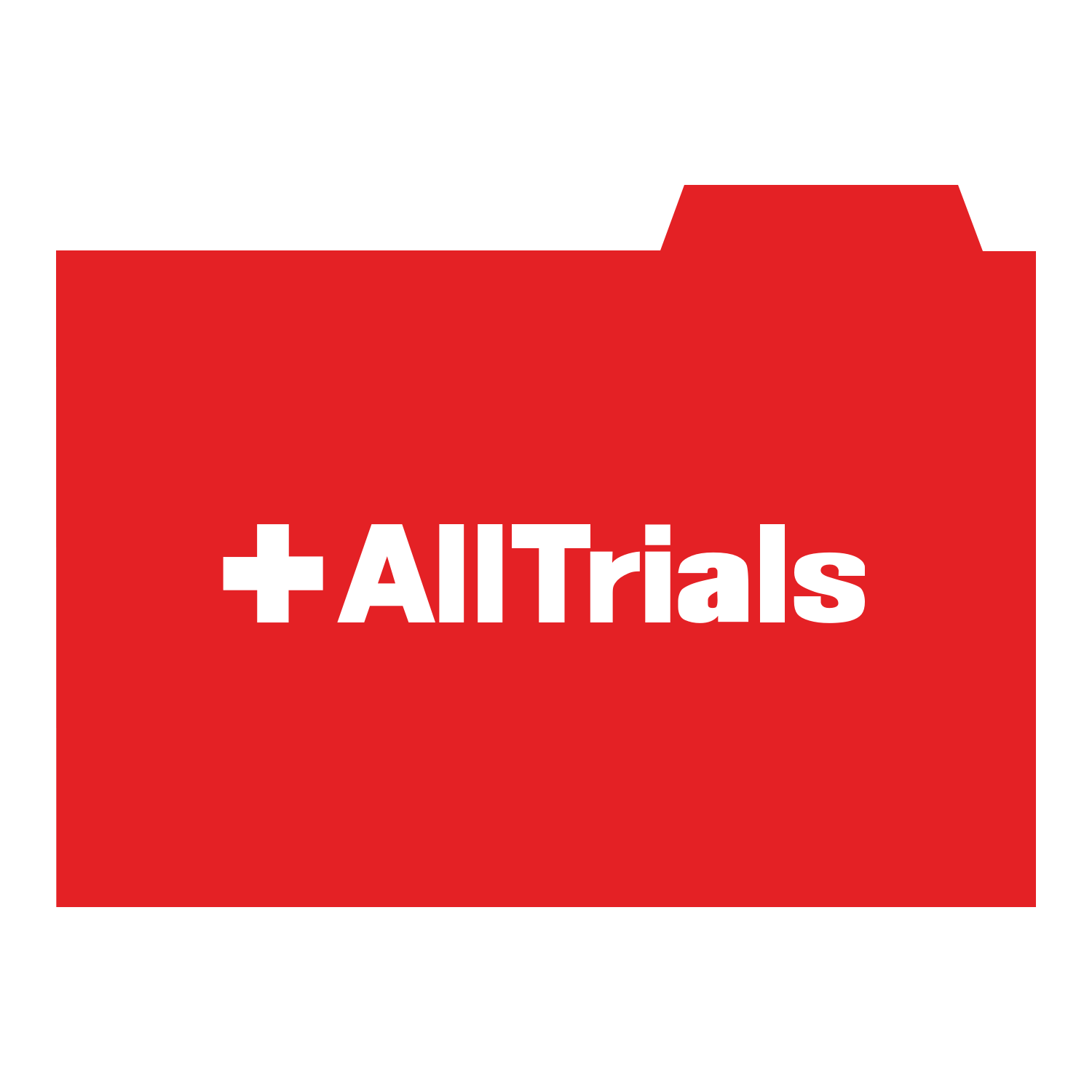

يعد AllTrials (تسمى أحيانا جميع التجارب أو Alltrials.net) مشروع يدافع عن أن البحوث السريرية تعتمد مبادئ البحث المفتوح. يلخص المشروع نفسه ك «جميع التجارب المسجلة، أبلغت جميع النتائج»: ما هو، يجب إدراج جميع التجارب السريرية في سجل تجارب سريرية، ويجب مشاركة نتائجها دائما كبيانات مفتوحة.
إذ تم إيجاد في المنظمة العريضة الموقعة حوالي أكثر من 85000 فرد و 599 منظمة (اعتبارًا من شهر أغسطس 2015):
الآلاف من التجارب السريرية لم تبلغ عنها النتئج، لم يتم تسجيل البعض حتى.
معلومات عما تم القيام به وما تم القيام به وجدت في هذه التجارب يمكن أن تضيع إلى الأبد الأطباء ذ، يؤدي إلى سوء المعاملة القرارات، الفرص الضائعة للطب الجيد، والمحاكمات تكرر.
يجب تسجيل جميع التجارب السابقة والحالية، والطرق الكاملة والنتائج المبلغ عنها.
ندعو الحكومات والمنظمين والبحث الهيئات لتنفيذ تدابير لتحقيق ذلك.
إذ أطلق بن Goldacre ، مؤلف كتاب Bad Science and Bad Pharma ، ويعد مؤسس الحملة والمتحدث الرسمي باسمها. حيث إنه في عام 2016 شارك في إطلاق قاعدة بيانات والتي أطلق عليها بمسمى OpenTrials. 
AllTrials هي مبادرة دولية من Bad Science ، BMJ ، مركز الطب القائم على الأدلة، Cochrane Collaboration ، مبادرة جيمس ليند، PLOS and Sense About Science ، وتقود في الولايات المتحدة Sense About Science USA ، مدرسة جيزل للطب في دارتموث ومعهد دارتموث للممارسة السريرية للسياسة الصحية. 

## القضايا المتداولة
المشروع هو رد فعل على عدم الإبلاغ عن البحوث.
لا تُنشر نسبة كبيرة (تتراوح التقديرات من ثلث إلى نصف) من البحوث الطبية. وقد ثبت أيضًا أن النتائج السلبية أقل عرضة للنشر من النتائج الإيجابية، حتى في حالة عدم وجود تضارب في المصالح.
تم إجراءابحاث الطبية من صناعة المستحضرات الصيدلانية، والتي لها نتائج الإبلاغ عن تضارب المصالح والتي من المتوقع أن تضر بمبيعات منتجاتها. هناك تحيز تمويل قابل للقياس في إعداد التقارير ؛ أظهرت الدراسات أن دراسات الأدوية المنشورة التي تمولها شركات الأدوية من المرجح أن تدعم استخدام الدواء الذي تم اختباره أكثر من الدراسات ذات التمويل الآخر كما قلت احتمالية نشر التجارب الممولة من الصناعة.
تم اختيار عددًا من الأساليب الإحصائية المستخدمة لتحليل التجربة قبل بدء الدراسة، فيعد خطر أن يختار الباحثين طريقة تعطي النتائج التي ممكن أن يتوقعونها، أو النتائج التي تعطى أهمية أكثر. فهذا يجعل التحليل غير نافع من الناحية الإحصائية.
يعد عدم نشر التجارب التي تفشل في العثور على تأثير واضح بغرض عرض العديد من المتطوعين التجريبيين لمخاطر لا فائدة منها وتكريس جهود البحث (حيث تم تتكرار نفس التجربة مرات عديدة ). كما أنه يؤدي إلى تحيز الأدبيات الطبية، مما يجعله يبلغ عن التأثيرات في حالة عدم وجودها (بما أنه، في ظل تجارب كافية، سيجد المرء في النهاية فرقًا بالصدفة البحتة).
فقد جعل التسجيل كافة من قبل المحاكمة عدم سياسة النشر والتغييرات في طرق التحليل واضحة جدًا من قبل المراجعين الطبيين. كما أنه يمكّن مؤلفي الدراسات الوصفية من تعقب البيانات المفقودة وتحليلها. أخيرًا، يتيح للأطباء والمرضى البحث عن التجربة.
هناك مصادر أخرى للتحيز، مثل الشروط المرتبطة أحيانًا بالتمويل من قبل وكالات التمويل التي لها مصلحة مالية في نتيجة التجربة. قد يُطلب من الباحثين الطبيين الموافقة على السماح لوكالة التمويل بمراقبة النتائج. قد ترفض بعض وكالات التمويل أيضًا منح الباحثين الطبيين إمكانية الوصول إلى البيانات الأولية، مما يمنحهم فقط التحليل النهائي، أو حتى مسودة ورقة، ويطلبون منهم وضع اسمهم عليها. هذه ليست ممارسة أكاديمية مقبولة، وبعضها
يود Ben Goldacre ، الطبيب والمتحدث باسم الحملة، معالجة العيوب المنهجية في البحث السريري والتي تؤدي إلى فقدان البيانات بعد جمعها

## تغطية
وفي تغطية الحملة لقد تم دعمها على نطاق واسع من قبل الصحافة الأكاديمية. المجلة الطبية البريطانية و PLOS يعدان عضوان مؤسسان. نشر كل من Nature و The Lancet مقالات داعمة في يناير 2014
كان هناك أيضا التغطية الإعلامية السائدة.

## الجدل
فوجدت انتقادات من البحوث الصيدلانية ومصنعي أمريكا (PhRMA) ، حيث صرح نائب الرئيس الأول مات بينيت إن إجراءات الكشف عن بيانات التجارب التي أوصت بها AllTrials لوكالة الأدوية الأوروبية قد تؤدي إلى خطر بخصوصية المريض، وقد تؤدي ايضًا إلى عدد أقل من التجارب السريرية، ونتيجة إلى ذلك فقد وجد عدد أقل من الأدوية الجديدة لتلبية احتياجات المرضى وتحسين الصحة.
تمت الموافقة على افتتاحية نشرت عام 2012 من قبل كبار المنظمين من وكالة الأدوية الأوروبية إلى حد كبير، حيث صرحت فيها قائلة «نحن نعتبر أنه من غير المرغوب فيه ولا الواقعي الحفاظ على الوضع الراهن للتوافر المحدود لبيانات التجارب التنظيمية». كما كانوا يرون أنه يمكن كتابة معايير مناسبة لحماية البيانات الشخصية. والذي ممكن أن يؤدي إلى عواقب سلبية على الصحة العامة.

## أنصار
كانت الحملة في بداية الأمر عبارة عن مبادرة من مركز ا لطب القائم على الأدلة، معهد دارتموث للسياسة الصحية والممارسة السريرية،مجموعة BMJ ، PLOS ،  والعلوم السيئة . بالإضافة تم التوقيع على بيان عريضة AllTrials من العديد من المنظمات بما في ذلك Wellcome Trust ،  المكتبة البريطانية ، مجلس البحوث الطبية (المملكة المتحدة) ، مؤسسة القلب البريطانية، معهد الجودة والكفاءة في الرعاية الصحية ، المعهد الوطني للتميز في الرعاية الصحية ، BioMed Central ،  تحالف الأطباء الوطني، والجمعية الملكية للطب ، وهيئة البحوث الصحية، ورابطة طلاب الطب الأمريكية،  وغيرها.
فقد كان اعتبارًا من مايو الجاري 2017 ، تم التوقيع على اتفاقية عريضة AllTrials من قبل 90282 شخصًا و 721 منظمة. في أكتوبر 2016 ، تم نشرها في العريضة التي تعد خارطة للطريق التي توضح بالتفصيل الخطوات التي يمكن أن تتخذها أنواع متعددة من المنظمات لتسجيل المزيد من التجارب والإبلاغ عن المزيد من النتائج. 
تم الدعم من العدد من المستثمرين من قبل 85 مستثمرًا بأكثر من 3.5 تريليون يورو (2.45 تريليون جنيه إسترليني ؛ 3.83 تريليون دولار أمريكي) (اعتبارًا من يوليو 2015) ، حيث صرح بيتر فان دير ويرف قائلًا : «نعتبر هذا عاملاً ماديًا ماليًا ونشجع جميع الشركات لاكتساب المصداقية فيما يتعلق بنهجهم تجاه شفافية التجارب السريرية من خلال الاشتراك في مبادئ AllTrials.» . قدمت المؤسسة دعمًا ماليًا مبكرًا ومستمرًا. 
تطلبت السياسة الأصلية لتحالف ابتكارات الاستعداد للأوبئة أن تقوم الجهات المعنية بالتسجيل المسبق لأي تجارب في سجل التجارب السريرية، ونشر النتائج في غضون حوالي عام من إكمال الدراسة (باستثناء سبب مقنع وإذن من CEPI) ، ولقد تم نشر النتائج في الوصول المفتوح. وكان لديها آليات للمشاركة الآمنة للبيانات والنتائج الأساسية وفي مايو 2018 ، اقترحت CEPI تغيير السياسة لإزالة هذه الأحكام.  تم تغيير السياسة من قبل CEPI في ديسمبر 2018.

## المعارضين
تم اعتراض الاتحاد الأوروبي للصناعات الدوائية والجمعيات والبحوث الصيدلانية والشركات المصنعة في أمريكا عن اهتمامه بالضغط ضد الحملة المعلنة من قبل المؤسسة حيث انتقد مؤيدو الحملة خطط هوفمان-لاروش بأن تكون أكثر انفتاحًا.